# Luc Ferry

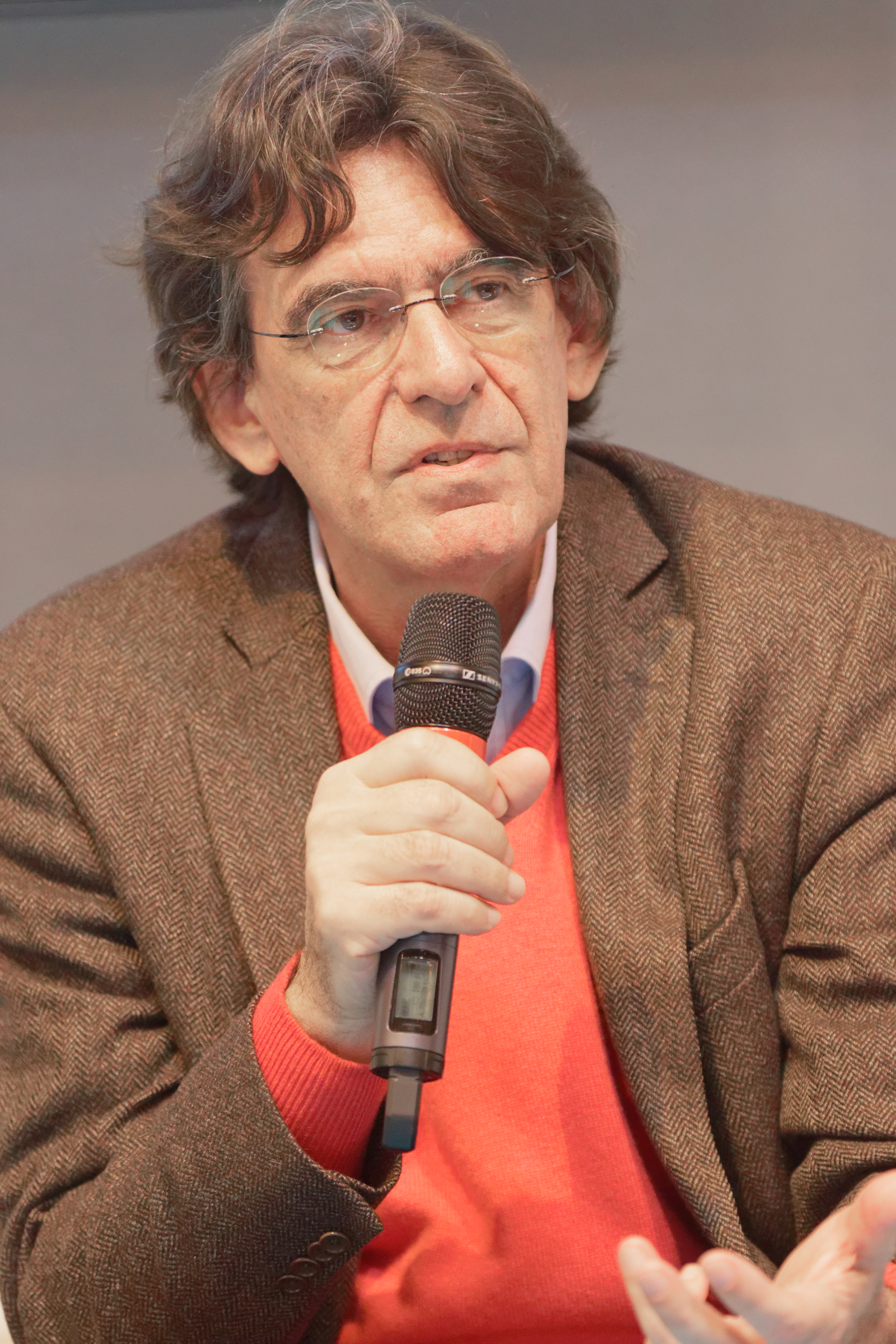
Luc Ferry (2017)

Luc Ferry (* 3. Januar 1951 in Colombes, Département Seine) ist ein französischer Philosoph, Politikwissenschaftler, Essayist, Politiker und Autor. Er war von 2002 bis 2004 Bildungsminister Frankreichs.

## Leben und Wirken
Ferry wuchs als Sohn eines Rennwagen-Konstrukteurs und einer Hausfrau in einem Vorort von Paris auf. Einer seiner drei Brüder, Jean-Marc Ferry, ist ebenfalls Philosoph. Luc Ferry studierte an der Universität Paris IV (Paris-Sorbonne) und der Universität Heidelberg Philosophie und bestand 1975 die Agrégation (Lehrbefugnis für höhere Schulen). Anschließend unterrichtete er an einem Lycée in Les Mureaux (Département Yvelines), ab 1977 an der École normale d’Arras.
Ab 1980 war er Forschungsmitarbeiter am Centre national de la recherche scientifique (CNRS) und promovierte in dieser Zeit an der Universität Reims mit einer Dissertation über das politische Denken des jungen Johann Gottlieb Fichte. 1982 erhielt er auch die Agrégation im Fach Politikwissenschaft. Danach lehrte er bis 1988 am Institut d’études politiques de Lyon (Sciences Po Lyon). Von 1989 bis 1996 war er Professor für Philosophie an der Universität Caen, dann wechselte er an die Universität Paris VII (Diderot).
Zusammen mit Alain Renaut publizierte Ferry 1985 den Essay La Pensée 68, in dem sie sich kritisch bis polemisch mit den postmodernen und dekonstruktivistischen Vordenkern der 68er-Generation wie Jacques Lacan, Michel Foucault, Jacques Derrida und Pierre Bourdieu auseinandersetzen und deren Philosophien als „anti-humanistisch“ darstellen. Ab 1987 schrieb Ferry als Kommentator in der Wochenzeitschrift L’Express. In seinem Essay Le nouvel ordre écologique, l’arbre, l’animal et l’homme trat er 1992 als überzeugter Kritiker der französischen Grünen und des „Geistes von 68“ auf.
Der Bildungsminister François Bayrou (UDF) ernannte Ferry 1994 zum Vorsitzenden des Nationalen Programmrats im Bildungsministerium. Premierminister Jean-Pierre Raffarin (UMP) holte Ferry am 7. Mai 2002 als Minister für Jugend, Bildung und Forschung in sein rechtsbürgerliches Kabinett. Dies war insofern ungewöhnlich als Ferry kein Berufspolitiker war und – anders als die meisten Minister – keine Elitehochschule besucht hatte. Wichtigste Maßnahme seiner Amtszeit war ein Aktionsplan gegen die Lese- und Rechtschreibschwäche unter den französischen Jugendlichen. Auf Empfehlung einer vom nationalen Ombudsman Bernard Stasi geleiteten Laizismus-Kommission initiierte Ferry ein Gesetz, dass das Tragen religiöser Symbole in Schulen einschränkte. Es trat am 15. März 2004 in Kraft. Im Zuge der Kabinettsumbildung am 31. März 2004 wurde Ferry in seinem Amt von François Fillon abgelöst.
Nach seiner Amtszeit als Minister berief Raffarin ihn 2004 in mehrere Beratungsgremien der Regierung: Ferry wurde ordentliches Mitglied des Rats für Wirtschaftsanalyse (Conseil d’analyse économique, CAE), stellvertretender Vorsitzender des Rats für Gesellschaftsanalyse (Conseil d’analyse de la société, CAS) und Mitglied des Conseil économique et social. Präsident Nicolas Sarkozy (UMP) berief Ferry 2007 in den Ausschuss für Überlegungen und Vorschläge zur Modernisierung und Neuausrichtung der Institutionen und 2009 in den Nationalen Ethikbeirat für Lebens- und Gesundheitswissenschaften.
Ferry ist mit seit 1999 in zweiter Ehe mit Marie-Caroline Becq verheiratet und hat drei Kinder. Bis heute veröffentlicht er regelmäßig populärwissenschaftliche politische und philosophische Sachbücher.
Seit 2016 fungiert er als Autor und Herausgeber der Comic-Buchserie La Sagesse des mythes, in Deutschland erscheinend als Mythen der Antike im Splitter-Verlag.

## Positionen

### Israel-Palästina
Ferry, der als alleiniger Autor der Figaro-Buchreihe L’Encyclopédie philosophique 2017 noch schreiben konnte, „die 70/80 [Jahre] sahen einen dritten Antisemitismus erscheinen, jener des radikalen Islamismus, aber auch eines beträchtlichen Teils der extremen Linken“, die unter dem „Alibi des Antizionismus“ Israel und seine Unterstützer als „großen kolonialistischen Satan“ hinstellen würden, findet sich nach dem 7. Oktober 2023 in einem Dilemma. Er sagte am 2. Oktober 2024 im Fernsehsender La Chaîne Info (LCI), dass er die Zahl von 50.000 getöteten Palästinensern im Gazastreifen mit einem Anteil von 80 bis 90 % Zivilisten für glaubwürdig hält. Ferry beschreibt händeringend, wie die weltweite Unterstützung für Israel wegen des von Israel geführten Krieges in Gaza zunehmend wegbricht und sich aufgrund dieser Frage der globale Süden gegen Israel und den Westen wendet, wofür er das Beispiel seiner Freunde in Brasilien heranzieht. Seine brasilianischen Freunde würden Israel als „letzten westlichen Kolonialstaat“ betrachten.

## Werke (in deutscher Übersetzung)
- Der Mensch als Ästhet: Die Erfindung des Geschmacks im Zeitalter der Demokratie. 1992 ISBN 978-3-476-00865-7 (Homo aestheticus. L'invention du goût à l'âge démocratique, 1990)
- Leben lernen. Eine philosophische Gebrauchsanweisung. 2007 ISBN 978-3-88897-468-7 (Apprendre à vivre, 2006)
- Leben lernen. Die Weisheit der Mythen. 2009 ISBN 978-3-88897-586-8 (La sagesse des mythes, 2008)

## Comics
- Mythen der Antike. Splitter-Verl. 2019–2024.

Verfaßt zusammen mit Clotilde Bruneau (* 1987), unter Mitarbeit u. a. von Giuseppe Baiguera, Gianenrico Bonacorsi, Carlos Rafael Duarte, Luca Erbetta, Giovanni Lorusso, Diego Otti, Giulia Pellegrini, Pierre Taranzano als Illustratoren.
- Mythen der Welt.  Splitter-Verl. 2024.

Verfaßt zusammen mit Clotilde Bruneau, unter Mitarbeit von Gianenrico Bonacorsi, Diego Otti als Illustratoren.